# Bed-in

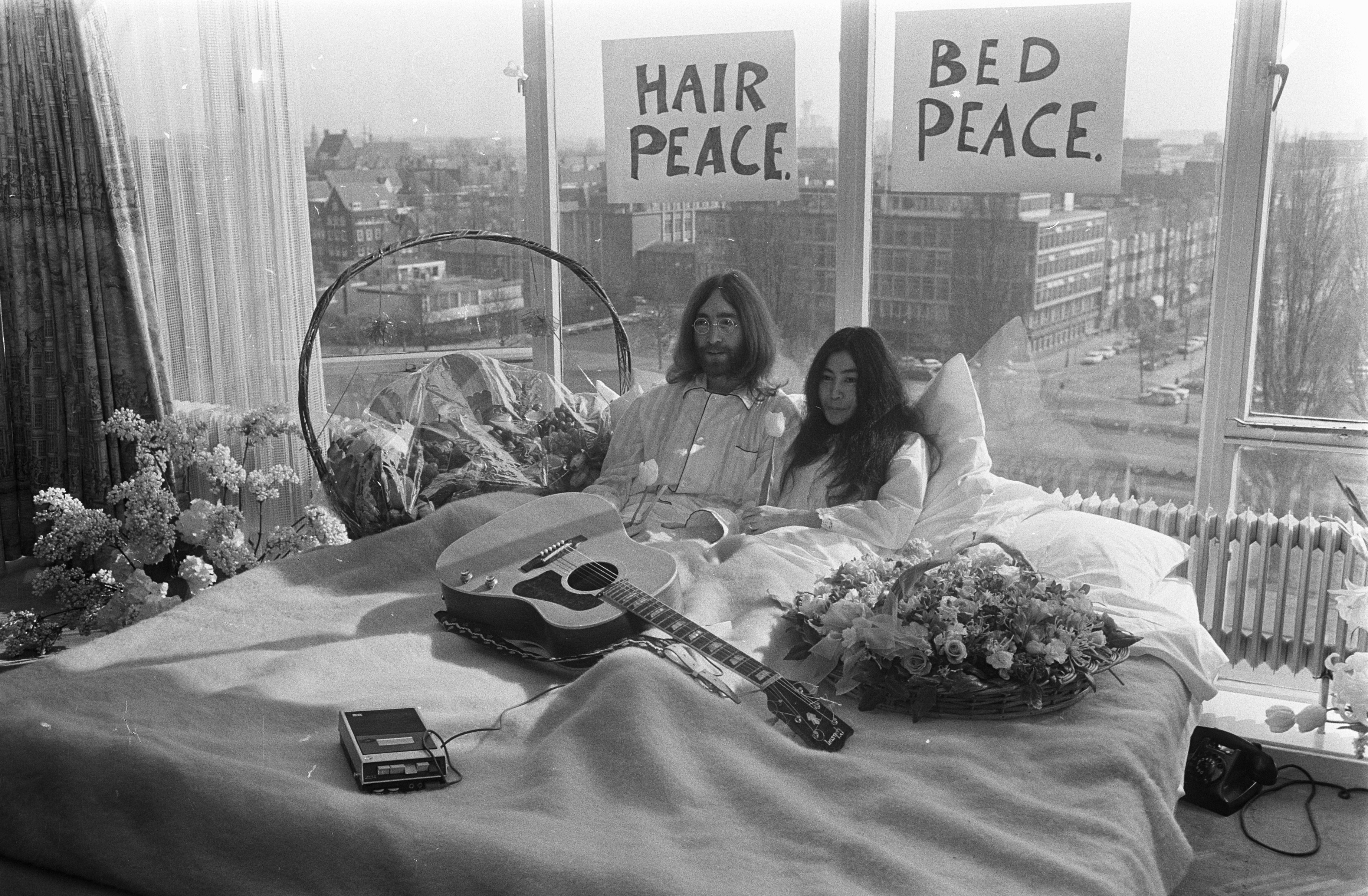
John Lennon e Yoko Ono durante o primeiro bed-in em Amsterdã, 25 de março de 1969

Bed-In ou Bed-ins for Peace (tradução aproximada: na cama para a paz) foi um protesto pacífico contra a guerra e para promover a paz feito por John Lennon e Yoko Ono.
John Lennon e Yoko Ono casaram-se em 20 de março de 1969, e aproveitando o grande interesse da imprensa eles decidiram usar a publicidade para promover a paz mundial. Eles passaram a lua de mel no quarto 702 no Hotel Hilton de Amsterdã por uma semana entre dia 25 e 31 de março, convidando a imprensa mundial para entrar no quarto de hotel entre 9 horas da manhã às 21 horas. Depois do lançamento do álbum Two Virgins, onde ambos apareceram nus na capa, a imprensa esperava que eles fossem fazer sexo publicamente, mas ao invés disto eles ficaram sentados na cama falando sobre paz. Depois de sete dias, eles viajaram para Viena, Áustria, onde fizeram a uma conferência para a imprensa chamada de Bagism, comendo bolo de chocolate enquanto estavam dentro de um saco branco. O casamento, o primeiro Bed-in e a conferência em Viena foram mencionados na canção "The Ballad of John and Yoko".[carece de fontes?]
O segundo Bed-in tinha sido planejado para acontecer em Nova Iorque, mas John foi proibido de entrar no país por ter-se declarado a favor do uso de maconha em 1968. Eles viajaram então para as Bahamas no dia 24 de maio de 1969, hospedando-se no Hotel Sheraton Oceanus, mas após uma noite quente de 30 °C (ou 86 °F), eles decidiram mudar o segundo Bed-in para Toronto, Canadá.
Finalmente, eles viajaram para Montreal no dia 26 de maio, onde se hospedaram no quarto 1742 do Hotel Queen Elizabeth.  Durante os sete dias do segundo Bed-in, eles convidaram Timothy Leary, Tommy Smothers, Dick Gregory, e Al Capp para cantar a música em favor da paz "Give Peace a Chance", gravada no quarto de hotel no dia 1 de junho. Todos menos Al Capp se juntaram ao ex-beatle e sua mulher.[carece de fontes?]
Em dezembro de 1969, eles espalharam mensagens em out-doors dizendo "War is Over! If You Want It - Happy Christmas From John and Yoko" ("A guerra acaba se você quiser, feliz Natal de John e Yoko") por onze cidades.
No dia 23 de dezembro de 1969, o primeiro-ministro canadense Pierre Trudeau foi o primeiro líder mundial a receber uma visita do casal. Eles falaram por cerca de 50 minutos sobre a paz mundial.
A campanha pela paz de John Lennon e Yoko Ono não foi bem recebida por muitos jornalistas, que os acusaram de procurar publicidade e dinheiro. Lennon respondeu que poderia escrever uma música em uma hora e fazer mais dinheiro do que gastando sete dias falando sobre paz em uma cama de hotel.